# Acanthopale
Acanthopale – rodzaj roślin z rodziny akantowatych (Acanthaceae). Obejmuje kilkanaście gatunków występujących w Afryce i Azji w strefie równikowej.

## Systematyka
Pozycja według APweb (aktualizowany system APG III z 2009)
Jeden z wielu rodzajów z podrodziny Acanthoideae Link z rodziny akantowatych (Acanthaceae) w obrębie rzędu jasnotowców (Lamiales) należącego do dwuliściennych właściwych.
Wykaz gatunków
- Acanthopale albosetulosa C.B.Clarke
- Acanthopale confertiflora (Lindau) C.B.Clarke
- Acanthopale decempedalis C.B.Clarke
- Acanthopale laxiflora (Lindau) C.B.Clarke
- Acanthopale longipilosa Mildbr. ex Bremek.
- Acanthopale macrocarpa Vollesen
- Acanthopale madagascariensis (Baker) C.B.Clarke ex Bremek.
- Acanthopale pubescens (Lindau) C.B.Clarke